# Guerras sueco-novgorodenses
Las guerras sueco-novgorodenses abarca una serie de guerras que enfrentaron a la República rusa medieval de Nóvgorod con la Suecia medieval para obtener el control sobre el golfo de Finlandia, área vital para el lucrativo comercio con la Liga Hanseática.
En 1142, las tropas suecas atacaron a comerciantes de Nóvgorod en la región del mar Báltico y mataron a 150 novgorodenses. Es el primer ejemplo conocido de hostilidades entre Suecia y Nóvgorod. En 1164, una poderosa flota sueca atacó la importante ciudad de Stáraya Ládoga, pero fue derrotada. 
En el siglo XII los novgorodenses contrataron a piratas para atacar Suecia. Durante uno de esos ataques (1187), tomaron como trofeo las puertas de la catedral de Sigtuna y las llevaron a Nóvgorod. Actualmente, las puertas se encuentran en la Catedral de Santa Sofía de Nóvgorod. 
En 1240, por instigación del Papa Inocencio IV, Birger Jarl dirigió las "Cruzadas del norte" en contra de los rusos. Cuando los suecos desembarcaron en el río Neva, fueron derrotados en la famosa batalla del Neva, por el joven príncipe, Alejandro de Nóvgorod, al cual después se le dio en su epitafio el nombre de "Nevski" en memoria de su victoria.
A partir de 1283, las flotas suecas tomaron sistemáticamente el lago Ládoga, impidiendo el paso de los navegantes novgorodenses. Para protegerse y contraatacar, Nóvgorod construyeron grandes kremlines o fortalezas en Koporye, Ládoga y Korela.

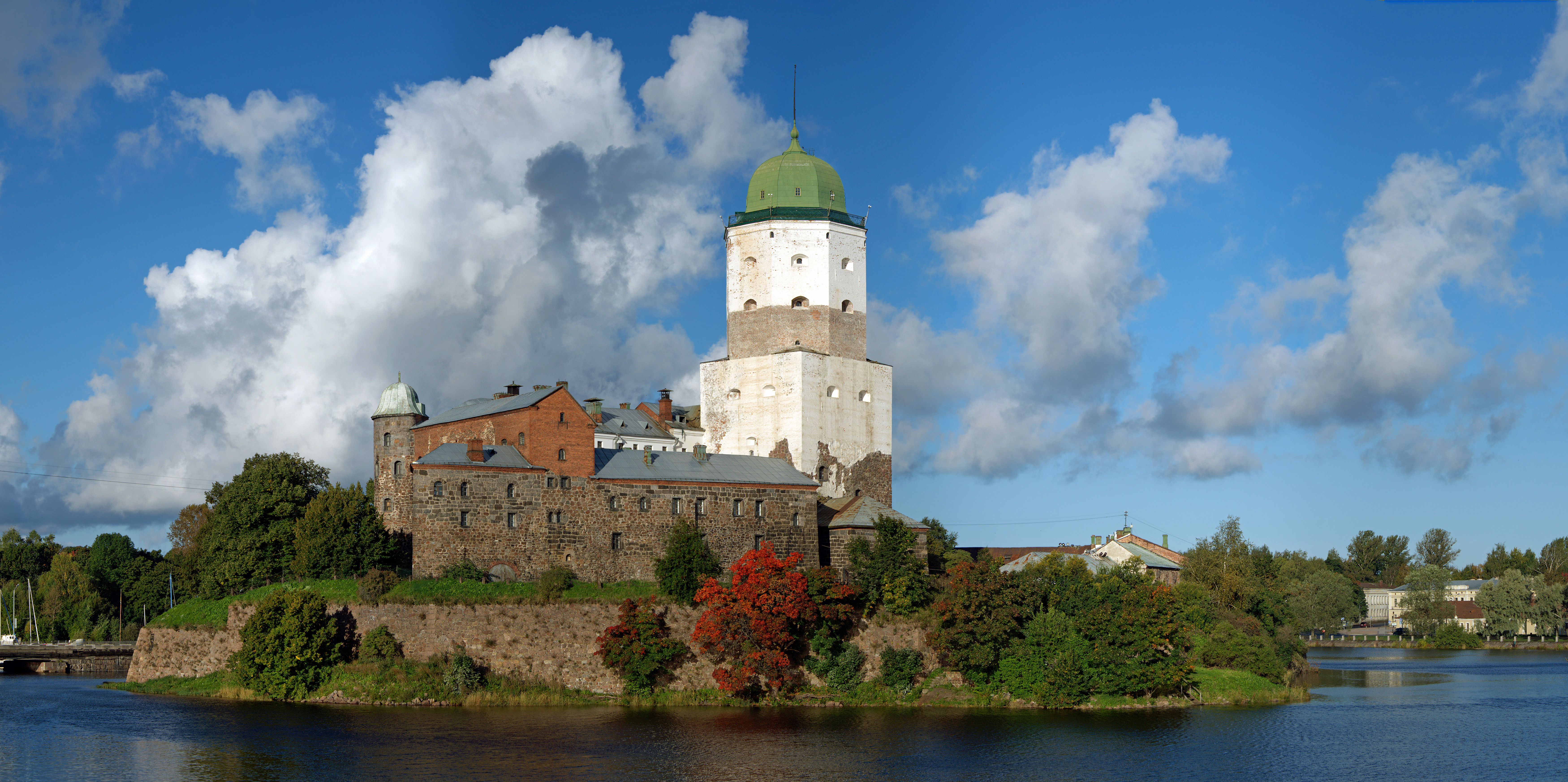
El castillo de Výborg.

En 1293, los suecos conquistaron una parte de Carelia occidental y construyeron la fortaleza de Výborg.
A principios del siglo XIV, las tensiones militares crecieron y los dos poderes continuaron en guerra. En 1311, los novgorodenses devastaron Finlandia, que los suecos declaraban como suya. Como respuesta, la flota sueca quemó el gran emporio del comercio del norte, Stáraya Ládoga. 
Tres años después, los carelios descontentos con el reinado de Nóvgorod, comenzaron a matar gobernadores rusos y pidieron ayuda de Suecia. Después de varios meses de hostilidades, Carelia fue subyugada por Nóvgorod nuevamente. 

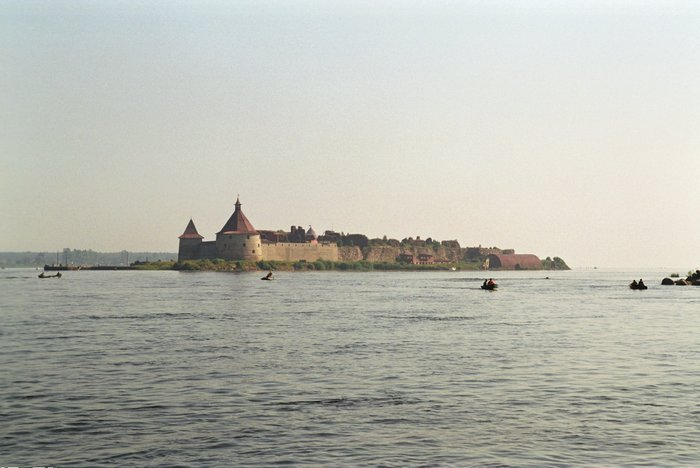
Fortaleza de Oréshek.

Tratados de paz, como el Tratado de Nöteborg con los suecos (12 de agosto de 1323) o el Tratado de Nóvgorod con los noruegos (3 de junio de 1326), lograron un cese de hostilidades temporal. En 1318, los novgorodenses saquearon Åbo. Cuatro años después, tomaron Výborg y fundaron Oréshek, las fortalezas más importantes del Ládoga.
En 1348, el rey Magnus II Eriksson envió otra cruzada contra Nóvgorod. Tomó Oréshek y convirtió toda la región al catolicismo. Al año siguiente los rusos recuperaron los terrenos perdidos y devastaron Výborg.
Las hostilidades volvieron en 1392 y 1411 aumentando el interés por el mar Blanco. El último conflicto fue en 1445, décadas antes de que Nóvgorod fuera absorbida por Moscovia.